# 5170 Сіссонс
5170 Сіссонс (5170 Sissons) — астероїд головного поясу, відкритий 3 березня 1987 року.
Тіссеранів параметр щодо Юпітера — 3,217.